# Ulrich Matern
Ulrich Matern  (* 20. Oktober 1942 in Stuhm; † 8. August 2021 in Lahr/Schwarzwald) war ein deutscher pharmazeutischer Biologe.

## Leben
Ulrich Matern wurde in Ostpreußen geboren und machte 1962 in Wuppertal sein Abitur. Er absolvierte zunächst seinen Wehrdienst und studierte anschließend bis 1969 Pharmazie an der Albert-Ludwigs-Universität Freiburg. 1972 promovierte er über Untersuchungen zur Struktur und Biosynthese der Zucker aus dem Chinocyclin-Komplex. Im Jahr 1983 habilitierte Matern schließlich, ab 1988 war er außerplanmäßiger Professor an der Universität Freiburg. Von 1995 bis zu seiner Emeritierung im Jahr 2008 war er Professor für pharmazeutische Biologie an der Philipps-Universität Marburg. Im Jahr 2012 erhielt er die Ehrendoktorwürde der Université de Lorraine. Matern war als Autor an etwa 120 wissenschaftlichen Publikationen beteiligt. Er war verheiratet, hatte zwei Kinder und drei Enkelkinder.